# The Arrangement
The Arrangement is een Amerikaanse dramafilm uit 1969 onder regie van Elia Kazan.

## Verhaal
Een zakenman gaat vreemd. De gedachten aan zijn maîtresse beïnvloeden zijn leven en werk.

## Rolverdeling
| Acteur        | Personage               |
| ------------- | ----------------------- |
| Kirk Douglas  | Eddie Anderson          |
| Faye Dunaway  | Gwen                    |
| Deborah Kerr  | Florence                |
| Richard Boone | Sam, de vader van Eddie |
| Hume Cronyn   | Arthur                  |
| Harold Gould  | Dr. Liebman             |
| Carol Rossen  | Gloria                  |